# Microregiunea Kadarkút
Microregiunea Kadarkút (în maghiară Kadarkúti kistérség) a fost o microregiune statistică (kistérség) din județul Somogy, Ungaria.
Cu o populație de 20.137 locuitori și o suprafață de 531,96 km2, aceasta a existat până în 2014, când în Ungaria, microregiunile ”kistérségek” au fost înlocuite de districte (járások).